# 障害者差別
障害者差別（しょうがいしゃさべつ、英: ableism, disablism）は、身体的あるいは精神的障害のために受ける差別である。人権や生存権が損なわれるような経験を障害者本人の意思とは無関係に強いられる。具体的には障害者に対する暴力や名誉毀損、不妊手術の強要などから、障害を理由として社会参加などが制限されるような制度的あるいは運用上の差別及び排除、具体的には隔離・居住制限から欠格条項などによる就学・就職難、介護放棄などをいう。
英語で障害者差別を指す言葉はdisablism(ディスエイブリズム)やableism(エイブリズム)だが、それぞれの用語で強調される点は若干異なる。ディスエイブリズムは障害者に対する否定的な意見や行為、虐待などの差別で、エイブリズムは障害がない人を好む差別、健常者のニーズを優先させる差別といったニュアンスがある。

## 日本の障害者差別

### 戦前
精神医療の不足を理由として私宅監置（座敷牢）が設置され、精神障害者が隔離された。これは1950年の精神衛生法施行まで実施された。

### 第二次世界大戦期
戦時下の日本において障害者は「国家の足手纏い」として差別された。障害児の公的な学童疎開は一切認められなかった。光明養護学校や藤倉学園は疎開しているが、いずれも校長や関係者の尽力により実現したものであり、立地自治体は積極的でなかった。
疎開前の光明養護学校や、満州国から山口県に引き上げてきた脳性麻痺の子供を抱える家族に対し、軍人が青酸カリを手渡した事例も発生した。また当時の兵役法に免除規定のある、知的障害者が法律を無視して徴兵された。戦地で精神疾患を悪化させた他、戦死後も恩給や保障の対象外とされるなど差別を受けた。

### 戦後から現在
勤労や作業指導については、脳性麻痺患者による障害者患者会、大阪青い芝の会は1972年に会報にて「事あるごとに『働くことはよい事なのだ。働く所がなければ授産所へ行っても働け』といわれ続ける」「街を歩けば『どこの施設から逃げてきたのだ』と言葉をかけられる」とその問題点を明かしている。
1948年、優生保護法が施行された。優生保護法第2章に基づき、遺伝性疾患を持つ患者や障害者、精神障害者、知的障害者が、去勢手術を受けさせられた。なおこの去勢手術は、「母体保護法指定医師が公益上去勢手術が望ましいと判断した場合、都道府県優生保護審査会を通して行われる」とされるものであり、当事者とその配偶者の意思に反して行われた。優生保護法が母体保護法に改称され、条文が削除される1996年まで存在した。
精神障害者は「見えない障害」という性質があり、過去現在を通じて、忌避感に基づく差別が行われている。
戦前の私宅監置は、1950年の精神衛生法施行により廃止された。しかし1964年のライシャワー駐日大使刺傷事件以降、厚生省は隔離収容政策を強める。1968年には「隔離収容主義が人権蹂躙につながるおそれがある」とWHOクラーク勧告が日本国政府に出されたが、1984年には精神障害の入院患者を虐待し死に至らしめた宇都宮病院事件が発生した。
宇都宮病院事件の発生を受け、人権擁護と社会復帰を成文化した精神保健法が施行された。1997年には、自立と公的扶助を盛り込み精神保健福祉法として改称したが、同年に大和川病院事件が発覚した。

現在も精神障害者については社会的偏見が根強く残るが、その解消を目指し地域移行政策が実施されつつある。しかし未だ隔離収容主義の名残である社会的入院が残存している。また精神科病院の病床数の多さ、身体拘束の多用、長期入院の恒常化などが問題視される。
2007年7月に千葉県で、全国初の障害者差別をなくすための障害者条例が成立し、その後3道県で同様の条例が成立している。
2013年12月4日、日本政府は障害者権利条約に批准した。
2015年7月に名古屋市では、障害者団体の協力のもとに、障害および障害者の正しい理解を図るため、各障害の特性、これまで実際に障害者が体験した事例などを詳しくまとめたガイドブックを作成、公表した。
2016年4月1日には、障害者権利条約の実効性を高めるべく障害者差別解消法（障害を理由とする差別の解消の推進に関する法律）が施行された。しかし、同年7月26日に相模原障害者施設殺傷事件が発生した。
2018年には行政司法立法の三権および地方自治体において障害者雇用水増し問題という法令違反が発覚した。なお相模原障害者施設殺傷事件が発生した相模原市および神奈川県も水増しが発覚している。
2016年3月23日、岡山短期大学（岡山県倉敷市）の山口雪子准教授が視覚障害を理由に授業や卒業研究の担当から外され、研究室からの退去を命じられたのは不当として、短大を運営する学校法人を相手取り、地位確認と事務職への職務変更の撤回などを求める訴えを岡山地裁倉敷支部に起こした。1審の岡山地方裁判所、2審の広島高等裁判所岡山支部とも「命令に従う義務はない」とする判決を言い渡し、短大側が上告したが、2018年11月27日、最高裁が上告を棄却し授業の担当から外した命令は無効とする判決が確定した。
パラリンピック出場経験3回で2000年シドニーパラリンピックの銅メダリストである柔道家の松本義和が2020年東京パラリンピックに出場した際、20歳(当時1980年代前半)の時に全盲になったというだけで親戚から差別されたことが伝えられている。
平成以降もフィットネスジムなどの民間施設で定款において精神障害者の利用を拒否することを規約しているケースもある。無論このような規約は違法である。

## 各地域における障害者差別

### ナチス・ドイツ
第二次世界大戦開戦前より、T4作戦が行われた。その後のユダヤ人や政治犯、同性愛者と同様、障害者も強制収容所に隔離し、「最終決着をつけようとした」ホロコーストのリハーサルと位置付けられている。

### 北欧
スウェーデンでは、1906年に「優性」を理由とする不妊手術が行なわれたのを皮切りに、1915年には、優生学的理由から「精神遅滞、精神病、てんかん」者の結婚の規制が行なわれた。
1870年から1914年まで、人口の6分の1の移民流出などによる人種の「変質」の危惧が言われており、「変質」に対抗する優生学は社会衛生運動の一部とみなされたこと、ナチスのアーリア系優越思想にも通じる優秀な北欧人種の伝説があったと言われている。ほか、ロマの人々、性犯罪者も「社会防衛」の観点から断種手術の対象となったという。この政策は、不妊法が改正され同意のない不妊手術が一切禁止される1975年まで続けられていた。
デンマークでは1967年まで、フィンランドでは1970年まで、やはり精神障害者・てんかん者に対する強制不妊手術、強制去勢が行なわれていたことが確認されている。

### アメリカ合衆国
アメリカ合衆国では、1867年のサンフランシスコを皮切りに、醜陋法と通称される、障害者を公共の場から遠ざける目的の立法が各都市でなされた。
ニューヨークなどの大都市では自発的に助ける者は少ないが、声を上げれば道を空けてくれることも多い。
政治においては、政敵を貶すために知的障害と揶揄する場面が党派を超えてしばしばみられる。

### 韓国
1975年に兄弟福祉院事件、2014年には韓国塩田奴隷労働事件が発生した。両案件とも障害者を隔離し、強制労働させていた。

### 東南・南アジア
タイ、スリランカ、バングラデシュ、ミャンマーなどでは、「障害は前世の罪の報い」という考え方が根強く、家族は障害者がいることを恥じ、隠そうとする。さらに、スリランカやネパールでは、看護職やソーシャルワーカーなど障害者をケアする立場にある者までもが障害者を見下した立場をとっており、看護師は障害者に触ろうともしない。
一方で上座部仏教が広まっているミャンマーでは差別意識は強いが、障害者を手助けすることで功徳を積めるという考えから、自発的に車椅子を押すなど行為が見られる。

### アフリカ
名詞クラスのあるバントゥー語では、障害者をあらわす名詞を動物や無生物の名詞クラスに分類することで、彼らを人間扱いしないということを文法的に明示することができる。そのため障害者をあらわす名詞を人間の名詞クラスに分類しなおすべきだという運動が起こっている。